# 콰디오 코네
에마뉘엘 "마뉘" 콰디오 코네(프랑스어: Emmanuel "Manu" Kouadio Koné, 2001년 5월 17일 ~ )는 프랑스의 축구 선수이다. 그의 포지션은 미드필더로, 현재 이탈리아 세리에 A의 로마에서 활약하고 있다.

## 클럽 경력

### 툴루즈
2019년 5월 24일, 코네는 툴루즈에서 2-1로 패한 디종과의 경기에서 프로 데뷔전을 치렀다.

### 보루시아 묀헨글라트바흐
2021년 1월 21일, 보루시아 묀헨글라트바흐는 코네와 2025년까지 계약을 맺었고, 2020-21 잔여 시즌을 툴루즈에서 마무리할 것이라고 발표했다.
2021년 10월 27일, 코네는 5-0으로 이긴 바이에른 뮌헨과의 DFB-포칼 경기에서 글라트바흐 소속으로 첫 골을 기록했다.

## 국가대표팀 경력
코네는 프랑스의 청소년 국가대표팀이다. 그는 프랑스 U-18과 U-19 국가대표팀 일원으로 활약하였다.

## 사생활
프랑스에서 태어난 코네는 코트디부아르 혈통이다.